# Ascanio (nombre)
Ascanio es un nombre propio masculino de origen griego en su variante en español. Su significado es incierto, probablemente algún topónimo proveniente del griego antiguo. En la mitología griega y romana, Ascanio era hijo de Eneas y Creúsa, miembros de la estirpe real de Troya y Dardania; fue antepasado de Rómulo y Remo, los fundadores de Roma.

## Santoral
10 de julio: San Ascanio, mártir.

## Variantes
- Femenino: Ascania.

### Variantes en otros idiomas
| Variantes en otras lenguas | Variantes en otras lenguas |
| -------------------------- | -------------------------- |
| Español                    | Ascanio                    |
| Alemán                     | Ascanius                   |
| Búlgaro                    | Асканий (Askanij)          |
| Catalán                    | Ascani                     |
| Checo                      | Ascanius                   |
| Danés                      | Ascanius                   |
| Euskera                    | Askani                     |
| Finlandés                  | Ascanius                   |
| Francés                    | Ascagne                    |
| Gallego                    | Ascanio                    |
| Georgiano                  | ასკანიუსი (Askaniusi)      |
| Griego                     | Ασκάνιος (Askánios)        |
| Inglés                     | Ascanius                   |
| Italiano                   | Ascanio                    |
| Latín                      | Ascanius                   |
| Letón                      | Askanijs                   |
| Lituano                    | Askanijus                  |
| Neerlandés                 | Ascanius                   |
| Noruego                    | Ascanius                   |
| Polaco                     | Askaniusz                  |
| Portugués                  | Ascânio                    |
| Ruso                       | Асканий (Askanij)          |
| Sueco                      | Ascanius                   |

## Personajes célebres
- Ascanio Condivi, discípulo y biógrafo de Miguel Ángel.
- Ascanio Sforza, cardenal italiano.
- Ascanio Sobrero, químico italiano.
- Guillermo Ascanio, militar y político español.
- Arturo de Ascanio, mago e ilusionista español.